# Attack
«Attack» — первый сингл американской альтернативной группы 30 Seconds to Mars из альбома A Beautiful Lie.

## Видеоклип
Режиссёром клипа стал Пол Федор, до этого снимавший для группы клип на песню «Capricorn». Премьера состоялась в программе Daily Download на Fuse TV. В интервью MTV News Джаред Лето сказал, что это «первые кадры бешенства, которые вы увидите, но они сделаны со вкусом. Мы открываем новую землю с этим». Клип был снят в течение июля и августа 2005 года в заброшенном отеле в Голливуде, где группа встречала наркоманов и проституток, самовольно заселившихся в отель. Каждый кадр видео скрывает различные сообщения. Федор прокомментировал: «Я думаю, это одно из самых моих лучших видео. Каждый кадр получился идеальным. Ищите в каждом кадре скрытое сообщение». Видео успешно ратировалось на Fuse, mtvU, MTV2 и MuchMusic.

## Список композиций
- Digital Download

1. Attack  — 3:08

- Promo CD single

1. Attack  — 3:12

- UK picture disc 7" single

1. Attack — 3:09
2. The Fantasy — 4:29

## Чарты
| год  | Чарты                                 | #  |
| ---- | ------------------------------------- | -- |
| 2005 | UK Singles Chart                      | 48 |
| 2005 | U.S. Billboard Modern Rock Tracks     | 22 |
| 2005 | U.S. Billboard Mainstream Rock Tracks | 38 |
| 2005 | Virgin Chart                          | 1  |
| 2005 | Australian Singles Chart              | 90 |
| 2005 | Portugal Singles Chart                | 73 |
| 2005 | Argentina Singles Chart               | 92 |
| 2005 | Europe Singles Chart                  | 16 |

## Участники записи

### 30 Seconds to Mars
- Джаред Лето — вокал, ритм-гитара
- Томо Милишевич — соло-гитара, программирование
- Шеннон Лето — ударные
- Мэтт Уоктер — бас-гитара, клавишные, синтезатор

### Другие участники
- Автор песен — Джаред Лето
- Опубликовано на Apocraphex Music (ASCAP)
- Продюсер — Джош Абрахам и 30 Seconds to Mars
- Звукорежиссёр — Райан Уильямс
- Помощник звукорежиссёра — Брэндон Белски
- Дополнительный звукорежиссёр — Брайан Вирту
- Микширование — Том Лорд-Элдж из South Beach Studios, Майами-Бич
- Ассистент — Хемио Фернандез
- Мастеринг — Брайан Гарднер из Bernie Grundman Mastering, Голливуд